# Labașinț, Arad
Labașinț este un sat în comuna Șiștarovăț din județul Arad, Banat, România.

## Legături externe

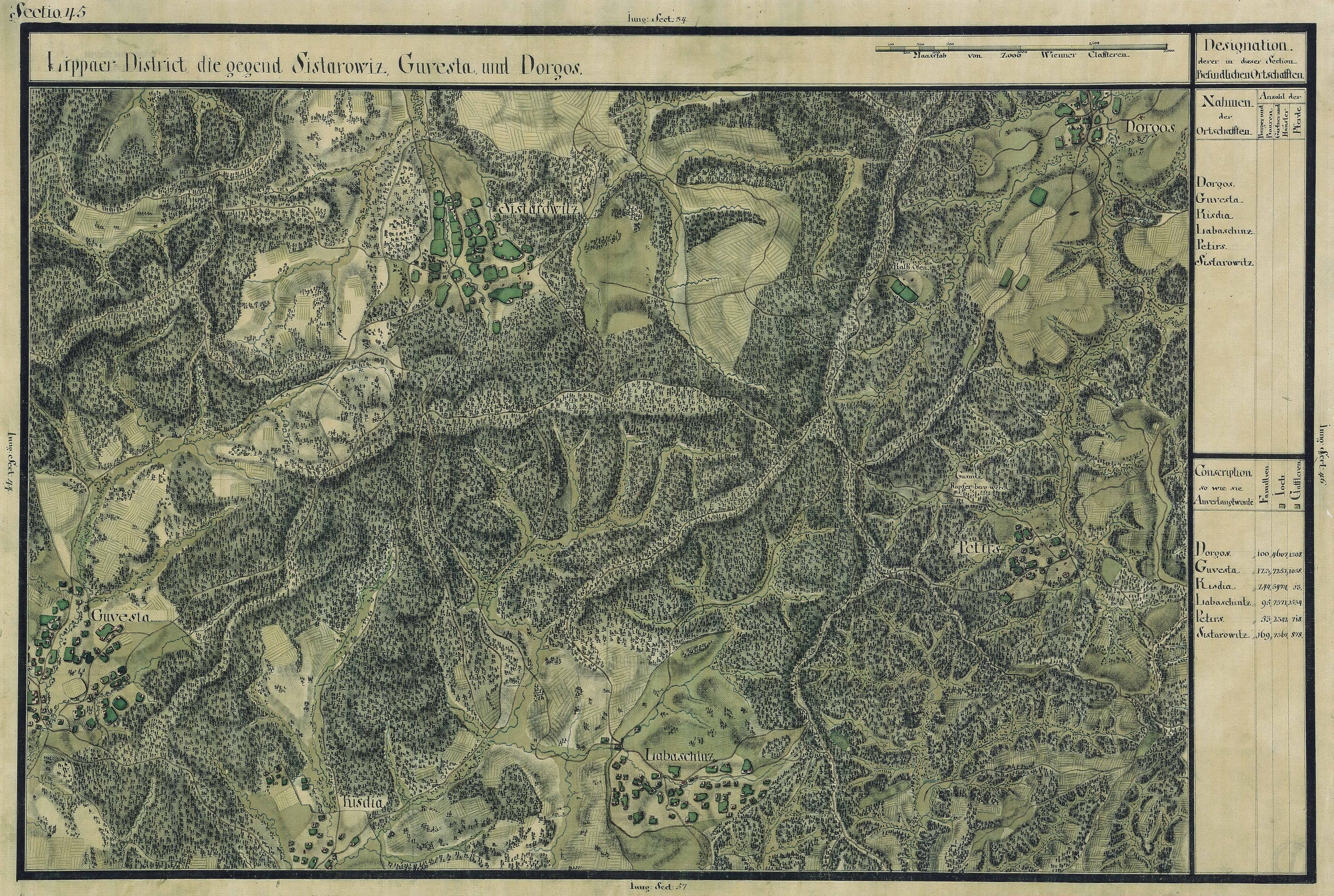
Labașinț în Harta Iosefină a Banatului, 1769-72